# Miele d'Abruzzo
Il Miele d'Abruzzo è un prodotto di origine animale italiano che viene prodotto in Abruzzo; è da menzionare in particolare il miele di Tornareccio in provincia di Chieti che fa parte dei Prodotti agroalimentari tradizionali abruzzesi. Ne vengono prodotte diverse varietà, come quello di acacia, ciliegio, sulla, alianto, marruca, e melata di bosco. Altro prodotto di rilevanza è il miele dell'Appennino abruzzese, la cui produzione avviene sulla montagna aquilana ed è presidio slow food dell'Abruzzo.